# Національний музей декоративного мистецтва

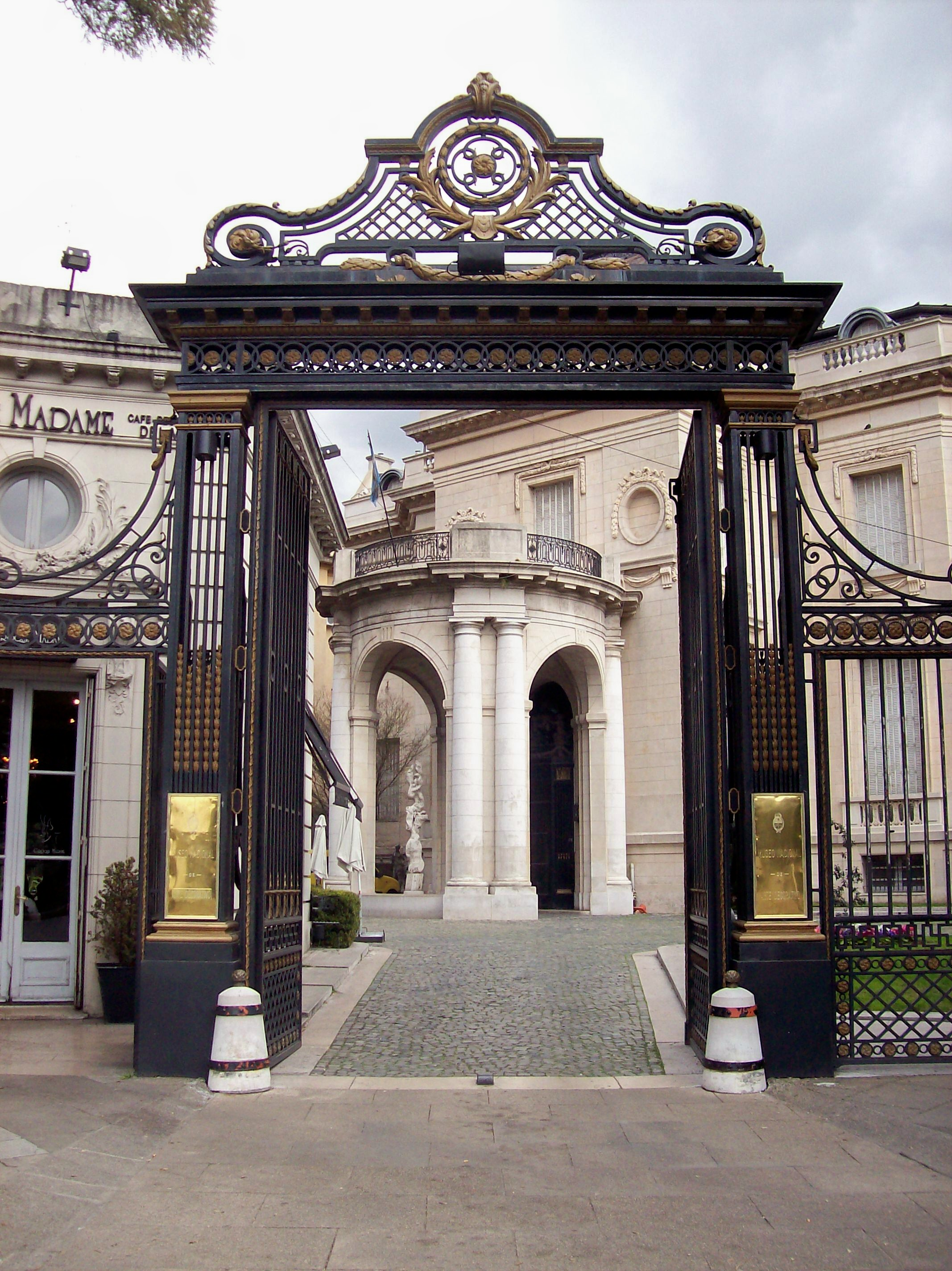
Вхід до музею

Національний музей декоративного мистецтва (ісп. Museo Nacional de Arte Decorativo) —  мистецький музей у Буенос-Айресі, столиці Аргентини. Розташований за адресою: проспект Лібертадор 1902. 

## Історія

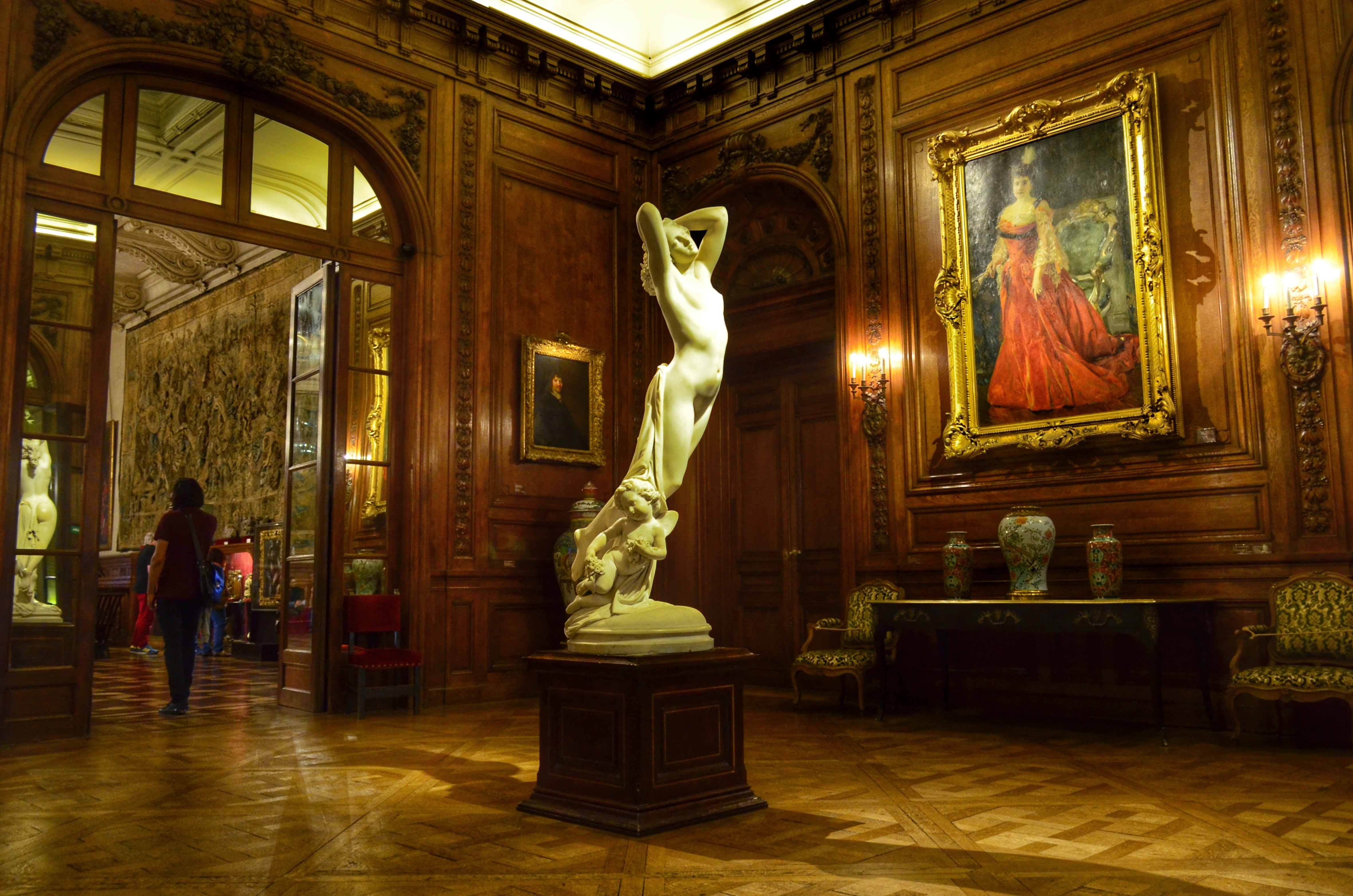
У залах музею

Музей був заснований завдяки шлюбу між двома видатними представниками аргентинського вищого суспільства рубежу століть: Матіасом Еррасурісом Перейрою, сином чилійських емігрантів, і Хосефіною де Альвеар, онукою лідера епохи боротьби за незалежність Карлоса Марії де Альвеара.
1911 року пара замовила французькому архітекторові Рене Сержанові проект особняка, де сім'я збиралася жити після завершення дипломатичної кар'єри Еррасуріса (протягом декількох років він був послом Аргентини у Франції). Багато прикрашений будинок в неокласичному стилі надихнув сім'ю Босх на будівництво аналогічного палацу поблизу (сьогодні резиденція посла США). Завершивши будівництво 1916 року, подружжя присвятило наступні два роки поліпшенням інтер'єру, закупивши велику кількість антикваріату та інших предметів мистецтва.
Однак, коли пані Еррасуріс померла 1935 року, вдівець, за порадою свого сина і дочки, заповів особняк уряду Аргентини. Національний музей декоративного мистецтва був заснований 1937 року.

## Колекція

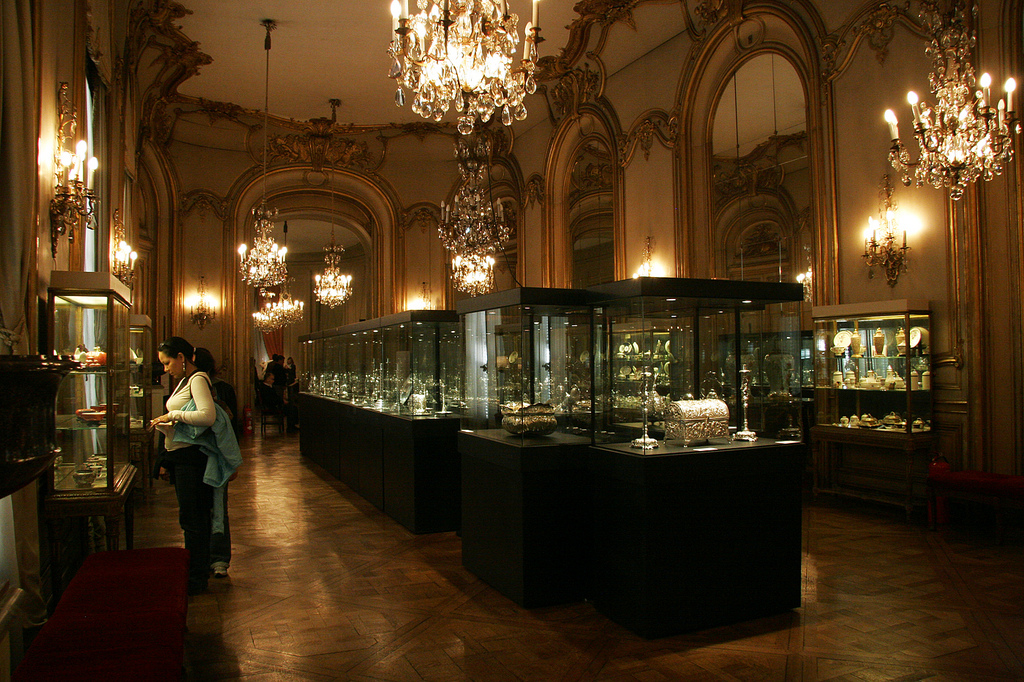
Колекція срібла та порцеляни

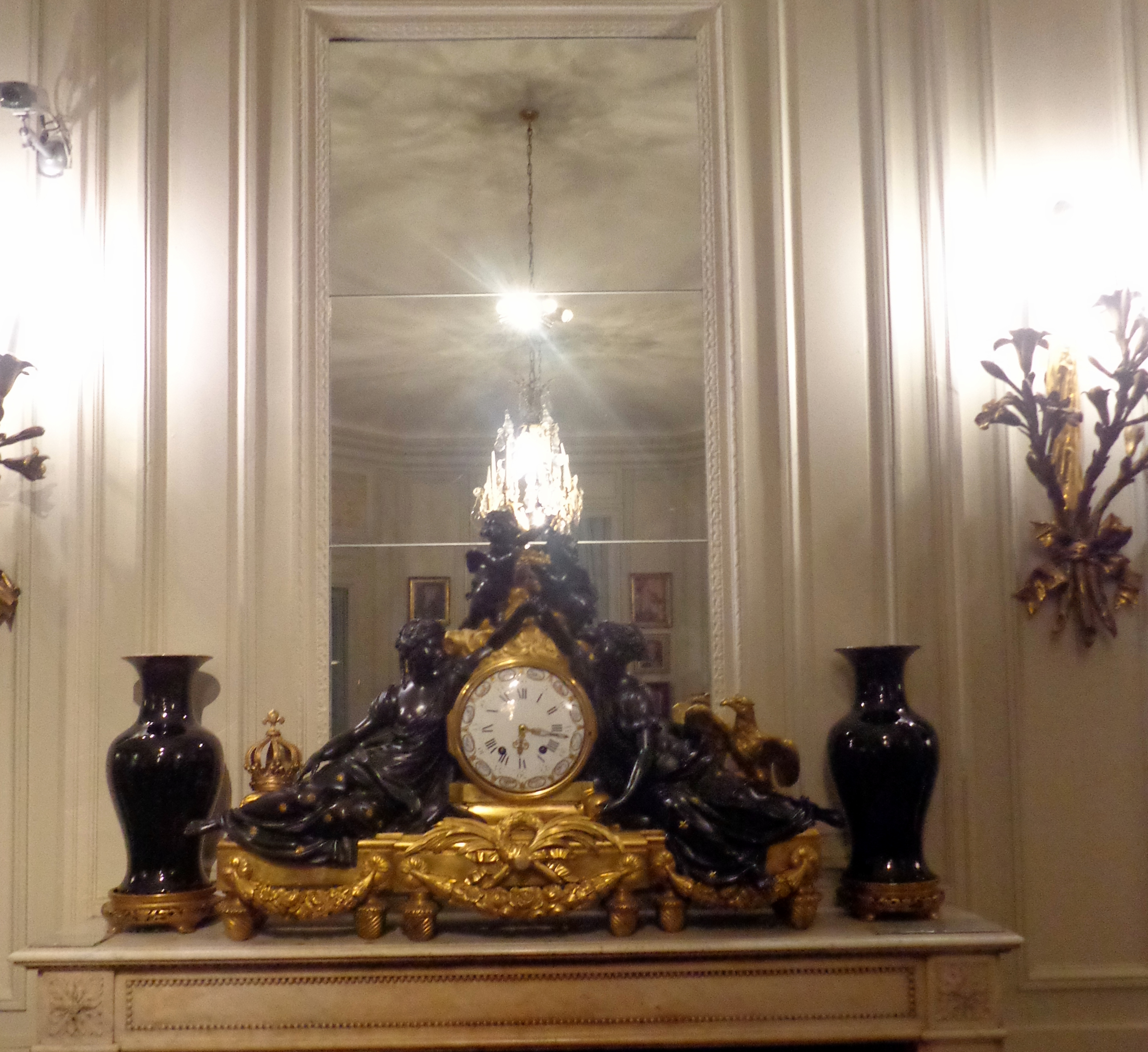
Годинник «Союз Франції і Австрії» (Жан-Луї Пріер), який алегорично зображує весілля дофіна Франції, майбутнього короля Людовика XVI, з Марією-Антуанеттою.

Національний музей декоративного мистецтва має колекцію з приблизно 6000 предметів, яка поділяється на відділи європейського і східного декоративного мистецтва (меблі, зброя, порцеляна, скло і кристали, прикраси, гобелени і т. ін.), а також мініатюри, картини і скульптури.
Колекція європейських мініатюр, сформована за завдяки пожертвам графині Росаріо де Зубов і Вітторіо Азінарі ді Бернеццо, вважається однією з важливиших на континенті. Вона охоплює 200 мініатюр XVI—XX століть таких авторів, як Ніколас Хіллард, Жан Петіто, Річард Косвей і Жан-Батист Ізабе.
Ядром колекції живопису є твори італійських, французьких, фламандських, голландських та іспанських майстрів, які датуються періодом від раннього Середньовіччя до перших десятиліть 20 століття. Виділяється «Ісус, що несе хрест» Ель Греко, «Портрет сім'ї Якобі» Альберта Кейпа, «Натюрморт» Рахел Рюйш, «Жертовна троянда» Жана-Оноре Фраґонара, «Вид на замок Сант-Анджело» роботи Жана Батіста Каміля Коро та «Портрет абата Гюреля» Едуара Мане.
Найстаріший експонат музею знаходиться в колекції скульптур. Це римська мармурова статуя богині Мінерви, що датується 1 століттям нашої ери, розкопана на Аппієвій дорозі в Римі на початку 20 століття. Серед інших видатних скульптурних творів — теракотовий рельєф епохи Відродження, який зображає Поклоніння волхвів і пастирів Кристофоро Мантегацца, «Лісова німфа» Антуана Куазево, «Парад вакханок» Клодіона, «Вакханка і немовля Фавн» з майстерні Жана-Батіста Карпо та «Вічна весна» Огюста Родена.
У колекції гобеленів виділяються три фламандські роботи, виткані в майстерні Корнеліуса Маттенса за картонами, які були зроблені Джуліо Романо для серії «Сципіон Африканський» на додаток до інших зразків 15 — 18 століть. У меблевому сегменті представлені стільці, крісла, комоди, столи, табурети і скрині з творами Жоржа Жакоба, Жан-Шарля Еллома, Жана-Анрі Різнера та інших.
У колекції представлені ювелірні вироби (роботи П'єра-Жозефа-Дезіре Гут'єра і Франсуа-Томаса Жермена), вироби зі скла (роботи мануфактури Баккара, Рене Лаліка, Франсуа-Еміля Декоршмона, Маріуса-Ернеста Сабіно, Марселя Гупі) і порцеляни (Севрська мануфактура). Колекція східного декоративного мистецтва складається з меблів (скрині і ширми), порцеляни й різьблених дорогоцінних каменів з Китаю та Японії.

## Галерея

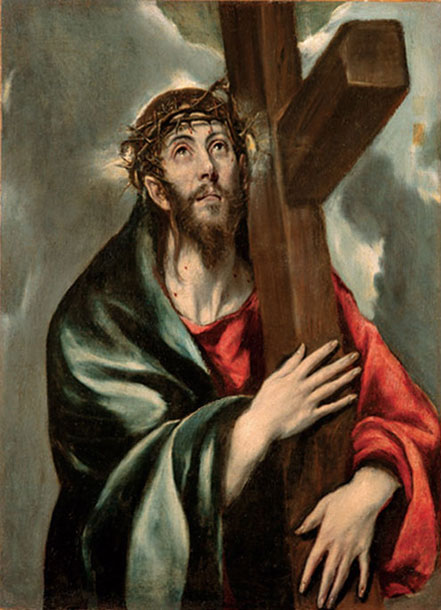
Ель Греко, Ісус, що несе хрест
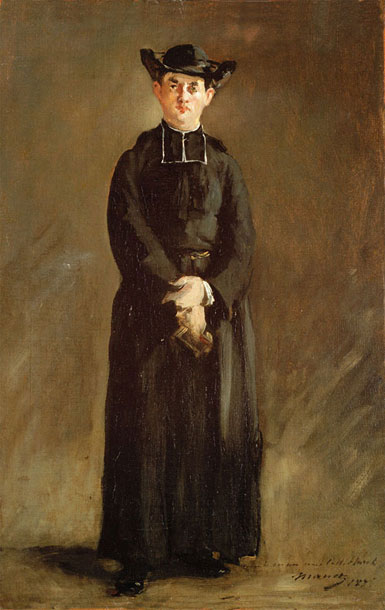
Едуар Мане, Портрет абата Гюреля
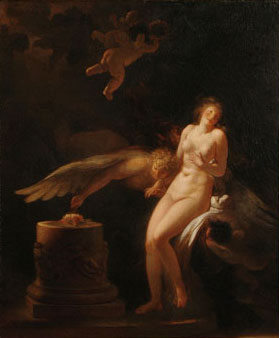
Жан-Оноре Фраґонар, Жертовна троянда
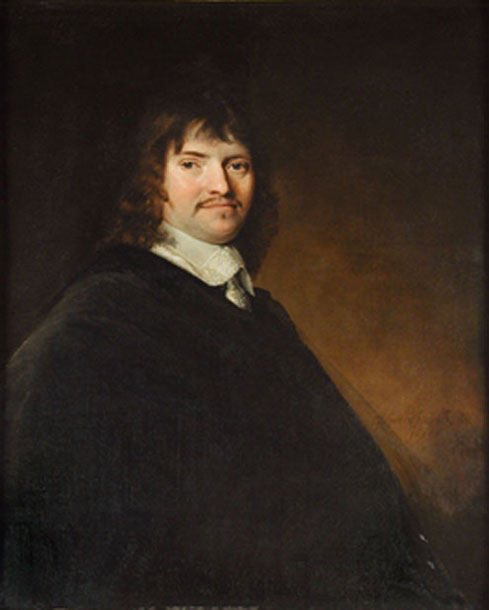
Йоганнес Корнеліс Верспронк, Портрет джентльмена
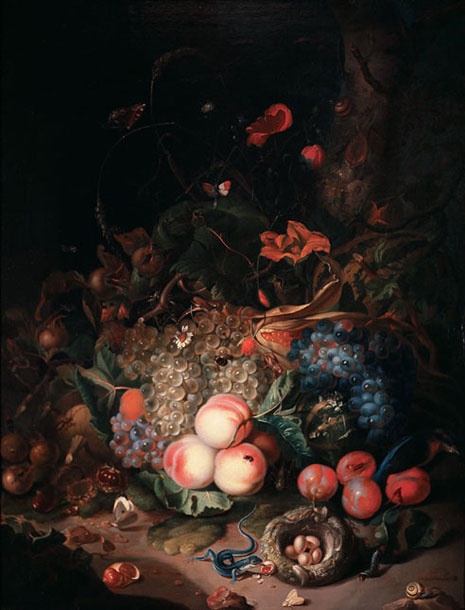
Рахел Рюйш, Натюрморт
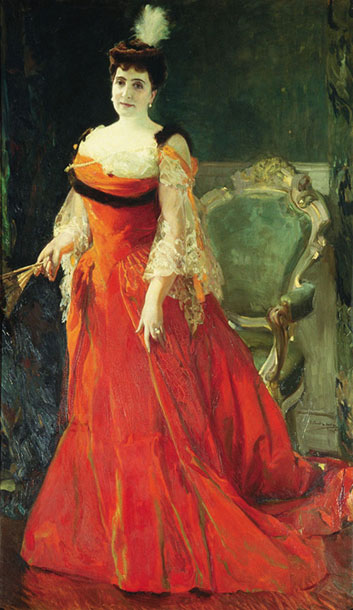
Хоакін Соролья, Хосефіна де Альвеар де Еррасуріс
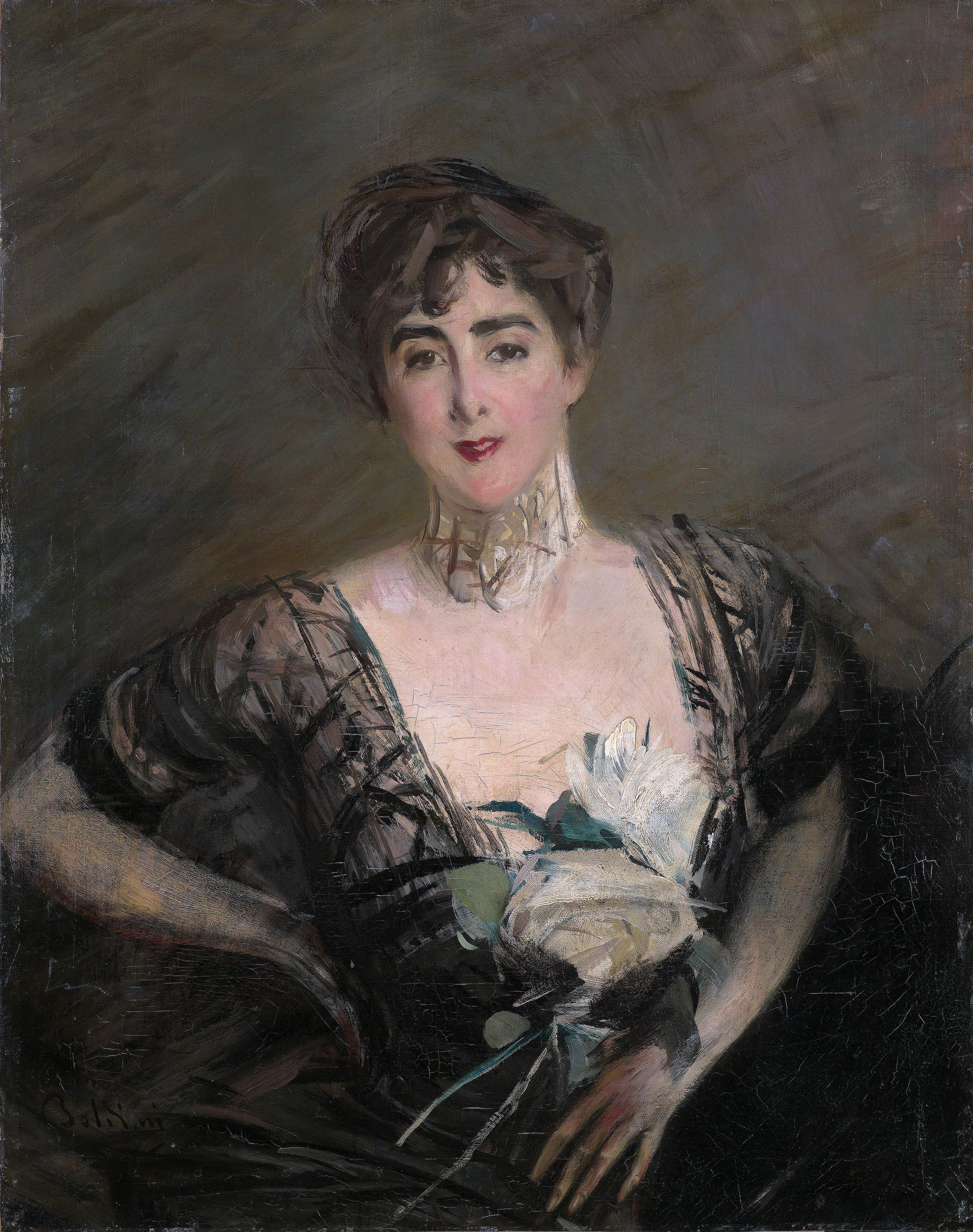
Джованні Больдіні, Хосефіна де Альвеар де Еррасуріс
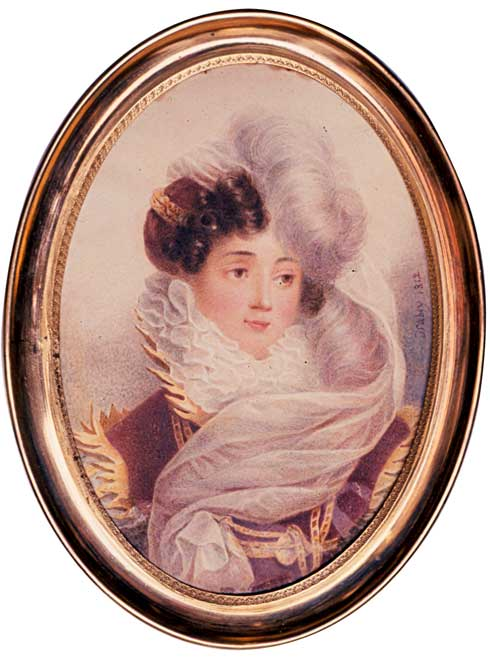
Жан-Батист Ізабе, Портрет Гортензії де Богарне
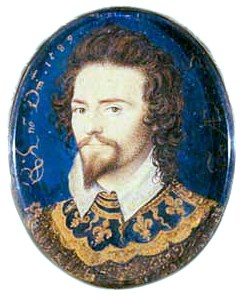
Ніколас Хіллард, Джордж Кліффорд, 3-й граф Камберленд
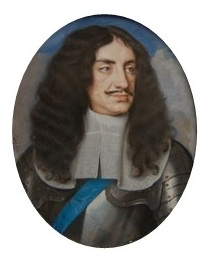
Семюель Купер, Карл II (король Англії)
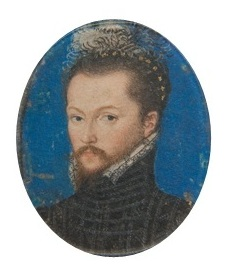
Франсуа Клуе, Портрет джентльмена